# Saint-Mars-de-Locquenay
Saint-Mars-de-Locquenay è un comune delegato e frazione del comune di Val-de-la-Hune, nella regione dei Paesi della Loira. In precedenza comune autonomo, il 1º gennaio 2025 è confluito insieme all'ex comune di Volnay nel nuovo comune di Val-de-la-Hune.

## Società

### Evoluzione demografica
Abitanti censiti